# الكسندر باترسون
الكسندر باترسون هو سياسي أسترالي، ولد في 24 يناير 1844 في غرينوك في المملكة المتحدة، وتوفي في 23 مارس 1908 في ملبورن في أستراليا. انتخب عضو مجلس النواب الأسترالي ‏ عن دائرة Division of Capricornia ‏ (30 مارس 1901 – 23 نوفمبر 1903).